# Liste des WWE United States Champions
Cet article est une liste des WWE United States Champions. Le WWE United States Championship est un championnat de catch, utilisé à la World Wrestling Entertainment.
Il a originellement été connu sous le nom de NWA United States Heavyweight Championship et a débuté en tant que championnat régional créé et défendu à la Mid-Atlantic Championship Wrestling dirigé par Jim Crockett.
À ce jour, le titre a connu 183 règnes et 105 champions, et a également été vacant 22 fois.

## Historique du titre

### Noms
| Nom                                                               | Durée                              |
| ----------------------------------------------------------------- | ---------------------------------- |
| NWA United States Heavyweight Championship (Mid-Atlantic version) | 1er janvier 1975 − 27 janvier 1981 |
| NWA United States Heavyweight Championship (Undisputed)           | 27 janvier 1981 − 1991             |
| WCW United States Heavyweight Championship                        | 1991 − 2001                        |
| WCW United States Championship                                    | 2001                               |
| WWE United States Championship                                    | 2003 − Aujourd'hui                 |

## Liste des règnes

### WCW/NWA
| #                                                          | Champion                                              | Règne                                                 | Date                                                  | Durée (en jours)                                      | Lieu                                                  | Événement                                             | Notes | Réf                                                   |
| National Wrestling Alliance : Jim Crockett Promotions      | National Wrestling Alliance : Jim Crockett Promotions | National Wrestling Alliance : Jim Crockett Promotions | National Wrestling Alliance : Jim Crockett Promotions | National Wrestling Alliance : Jim Crockett Promotions | National Wrestling Alliance : Jim Crockett Promotions | National Wrestling Alliance : Jim Crockett Promotions | National Wrestling Alliance : Jim Crockett Promotions | National Wrestling Alliance : Jim Crockett Promotions |
| ---------------------------------------------------------- | ----------------------------------------------------- | ----------------------------------------------------- | ----------------------------------------------------- | ----------------------------------------------------- | ----------------------------------------------------- | ----------------------------------------------------- | --- | ----------------------------------------------------- |
| 1                                                          | Harley Race                                           | 1                                                     | 1er janvier 1975                                      | 183                                                   | Tallahassee (Floride)                                 | House show                                            | Remporte le titre en battant Johnny Weaver en finale d'un tournoi pour devenir le premier champion champion poids-lourds des Etats-Unis de la Mid-Atlantic Championship Wrestling. | [ 1 ]                                                 |
| 2                                                          | Johnny Valentine (en)                                 | 1                                                     | 3 juillet 1975                                        | 93                                                    | Greensboro (Caroline du Nord)                         | House show                                            | En battant Harley Race, il remporte le titre pour la première fois. | [ 1 ]                                                 |
| —                                                          | Vacant                                                | 1                                                     | 4 octobre 1975                                        | 36                                                    | —                                                     | —                                                     | Valentine doit mettre un terme à sa carrière à la suite des blessures après le crash d'un avion le transportant le 4 octobre. | [ 2 ]                                                 |
| 3                                                          | Terry Funk                                            | 1                                                     | 9 novembre 1975                                       | 18                                                    | Greensboro (Caroline du Nord)                         | House show                                            | Remporte le titre en battant Paul Jones en finale d'un tournoi. | [ 3 ]                                                 |
| 4                                                          | Paul Jones (en)                                       | 1                                                     | 27 novembre 1975                                      | 107                                                   | Greensboro (Caroline du Nord)                         | House show                                            | En battant Terry Funk, il remporte le titre pour la première fois et son deuxième titre individuel. | [ 3 ]                                                 |
| 5                                                          | Blackjack Mulligan                                    | 1                                                     | 13 mars 1976                                          | 217                                                   | Greensboro (Caroline du Nord)                         | House show                                            | En battant Paul Jones, il remporte le premier titre individuel de sa carrière. | [ 3 ]                                                 |
| 6                                                          | Paul Jones (en)                                       | 2                                                     | 16 octobre 1976                                       | 43                                                    | Greensboro (Caroline du Nord)                         | House show                                            | Il devient le 1er catcheur à gagner deux fois la ceinture. | [ 3 ]                                                 |
| /                                                          | Blackjack Mulligan                                    | 2                                                     | 28 novembre 1976                                      | 11                                                    | Charlotte (Caroline du Nord)                          | House show                                            | Changement de titre non reconnu par la WWE. | [ 3 ]                                                 |
| /                                                          | Paul Jones (en)                                       | 3                                                     | 9 décembre 1976                                       | 6                                                     | Winston-Salem (Caroline du Nord)                      | House show                                            | Changement de titre non reconnu par la WWE. | [ 3 ]                                                 |
| 7                                                          | Blackjack Mulligan                                    | 2                                                     | 15 décembre 1976                                      | 204                                                   | Raleigh (Caroline du Nord)                            | House show                                            | Il devient le 2e catcheur à gagner deux fois la ceinture. | [ 3 ]                                                 |
| 8                                                          | Bobo Brazil                                           | 1                                                     | 7 juillet 1977                                        | 22                                                    | Norfolk (Virginie)                                    | House show                                            | En remportant le titre, il devient le premier afro-américain à le remporter. | [ 3 ]                                                 |
| 9                                                          | Ric Flair                                             | 1                                                     | 29 juillet 1977                                       | 84                                                    | Norfolk (Virginie)                                    | House show                                            | En battant Bobo Brazil, il remporte le titre pour la première fois et son troisième titre individuel de sa carrière. | [ 4 ]                                                 |
| 10                                                         | Ricky Steamboat                                       | 1                                                     | 21 octobre 1977                                       | 72                                                    | Charleston (Caroline du Sud)                          | House show                                            | En battant Ric Flair, il remporte le titre pour la première fois. | [ 3 ]                                                 |
| 11                                                         | Blackjack Mulligan                                    | 3                                                     | 1er janvier 1978                                      | 77                                                    | Greensboro (Caroline du Nord)                         | House show                                            | Il devient le 1er catcheur à gagner trois fois la ceinture. | [ 3 ]                                                 |
| 12                                                         | Mr. Wrestling (en)                                    | 1                                                     | 19 mars 1978                                          | 21                                                    | Greensboro (Caroline du Nord)                         | House show                                            | En battant, Blackjack Mulligan, il remporte le titre pour la première fois. | [ 3 ]                                                 |
| 13                                                         | Ric Flair                                             | 2                                                     | 9 avril 1978                                          | 253                                                   | Greensboro (Caroline du Nord)                         | House show                                            | Il devient le 3e catcheur à gagner deux fois la ceinture. | [ 3 ]                                                 |
| 14                                                         | Ricky Steamboat                                       | 2                                                     | 18 décembre 1978                                      | 104                                                   | Toronto (Ontario) Canada                              | House show                                            | Il devient le 4e catcheur à gagner deux fois la ceinture. | [ 3 ]                                                 |
| 15                                                         | Ric Flair                                             | 3                                                     | 1er avril 1979                                        | 133                                                   | Greensboro (Caroline du Nord)                         | House show                                            | Il devient le 2e catcheur à gagner trois fois la ceinture. | [ 3 ]                                                 |
| —                                                          | Vacant                                                | 2                                                     | 12 août 1979                                          | 20                                                    | —                                                     | —                                                     | Le titre est rendu vacant lorsque Ric Flair devient champions par équipes de la NWA quatre jours plus tôt. | [ 5 ]                                                 |
| 16                                                         | Jimmy Snuka                                           | 1                                                     | 1er septembre 1979                                    | 231                                                   | Charlotte (Caroline du Nord)                          | House show                                            | Remporte le titre en battant Ricky Steamboat en finale d'un tournoi. | [ 6 ]                                                 |
| 17                                                         | Ric Flair                                             | 4                                                     | 19 avril 1980                                         | 98                                                    | Greensboro (Caroline du Nord)                         | House show                                            | Il devient le 1er catcheur à gagner quatre fois la ceinture. | [ 1 ]                                                 |
| /                                                          | Greg Valentine                                        | 1                                                     | 26 juillet 1980                                       | 121                                                   | Charlotte (Caroline du Nord)                          | House show                                            | Changement de titre non reconnu par la WWE. | [ 1 ]                                                 |
| /                                                          | Ric Flair                                             | 5                                                     | 24 novembre 1980                                      | 64                                                    | Greenville (Caroline du Sud)                          | House show                                            | Changement de titre non reconnu par la WWE mais Ric Flair est reconnu comme ayant remporté 6 fois au total ce titre par la WWE. Il devient le 1er catcheur à gagner cinq fois la ceinture.                                                                                             | [ 8 ]                                                 |
| 18                                                         | Roddy Piper                                           | 1                                                     | 27 janvier 1981                                       | 193                                                   | Raleigh (Caroline du Nord)                            | House show                                            | Durant son règne le titre devient incontesté lorsque la fédération de la NWA Big Time Wrestling ferme ses portes faisant de ce titre le seul à couronner le champion des Etats-Unis dans le milieu catch (à l'époque).                                                                 | [ 8 ]                                                 |
| 19                                                         | Wahoo McDaniel (en)                                   | 1                                                     | 8 août 1981                                           | 31                                                    | Greensboro (Caroline du Nord)                         | House show                                            | En battant Roddy Piper, il remporte le titre pour la première fois. | [ 8 ]                                                 |
| —                                                          | Vacant                                                | 3                                                     | 8 septembre 1981                                      | 26                                                    | —                                                     | —                                                     | Le titre est rendu vacant lorsque Wahoo McDaniel fut blessé par Abdullah the Butcher. | [ 9 ]                                                 |
| 20                                                         | Sgt. Slaughter                                        | 1                                                     | 4 octobre 1981                                        | 229                                                   | Charlotte (Caroline du Nord)                          | House show                                            | Il remporte le titre en battant Ricky Steamboat en finale d'un tournoi. | [ 9 ]                                                 |
| 21                                                         | Wahoo McDaniel (en)                                   | 2                                                     | 21 mai 1982                                           | 17                                                    | Richmond (Virginie)                                   | House show                                            | Il devient le 5e catcheur à gagner deux fois la ceinture. | [ 3 ]                                                 |
| 22                                                         | Sgt. Slaughter                                        | 2                                                     | 7 juin 1982                                           | 76                                                    | Greenville (Caroline du Sud)                          | House show                                            | Le titre lui est offert à la suite de la blessure de Wahoo McDaniel par Roddy Piper et Don Muraco. Il devient le 6e catcheur à gagner deux fois la ceinture. | [ 10 ]                                                |
| 23                                                         | Wahoo McDaniel (en)                                   | 3                                                     | 22 août 1982                                          | 74                                                    | Charlotte (Caroline du Nord)                          | House show                                            | Il devient le 3e catcheur à gagner trois fois la ceinture. | [ 3 ]                                                 |
| 24                                                         | Greg Valentine                                        | 1                                                     | 4 novembre 1982                                       | 163                                                   | Norfolk (Virginie)                                    | House show                                            | En battant Wahoo McDaniel, il remporte le tire pour la première fois officiellement. | [ 3 ]                                                 |
| 25                                                         | Roddy Piper                                           | 2                                                     | 16 avril 1983                                         | 14                                                    | Greensboro (Caroline du Nord)                         | House show                                            | Il devient le 7e catcheur à gagner deux fois la ceinture. | [ 3 ]                                                 |
| 26                                                         | Greg Valentine                                        | 2                                                     | 30 avril 1983                                         | 228                                                   | Greensboro (Caroline du Nord)                         | House show                                            | Il remporte le titre à la suite d'une décision de l'arbitre puisque Roddy Piper avec une grosse coupure à son oreille gauche. Il devient le 8e catcheur à gagner deux fois la ceinture.                                                                                                | [ 11 ]                                                |
| 27                                                         | Dick Slater (en)                                      | 1                                                     | 14 décembre 1983                                      | 129                                                   | Shelby (Caroline du Nord)                             | House show                                            | En battant Greg Valentine, il remporte le titre pour la première fois. | [ 1 ]                                                 |
| 28                                                         | Ricky Steamboat                                       | 3                                                     | 21 avril 1984                                         | 64                                                    | Greensboro (Caroline du Nord)                         | House show                                            | Il devient le 4e catcheur à gagner trois fois la ceinture. | [ 1 ]                                                 |
| 29                                                         | Wahoo McDaniel (en)                                   | 4                                                     | 24 juin 1984                                          | 7                                                     | Greensboro (Caroline du Nord)                         | House show                                            | Il devient le 2e catcheur à gagner quatre fois la ceinture. | [ 1 ]                                                 |
| —                                                          | Vacant                                                | 4                                                     | 1er juillet 1984                                      | 98                                                    | —                                                     | —                                                     | Wahoo McDaniel est déchu de son titre à la suite de l'intervention de Tully Blanchard dans une défense de titre. | [ 5 ]                                                 |
| 30                                                         | Wahoo McDaniel (en)                                   | 5                                                     | 7 octobre 1984                                        | 167                                                   | Charlotte (Caroline du Nord)                          | House show                                            | Remporte le titre en battant Manny Fernandez en finale d'un tournoi. Il devient le 2e catcheur à gagner cinq fois la ceinture. | [ 5 ]                                                 |
| 31                                                         | Magnum T.A.                                           | 1                                                     | 23 mars 1985                                          | 120                                                   | Charlotte (Caroline du Nord)                          | Worldwide Wrestling (en)                              | En battant, Wahoo McDaniel, il remporte le titre pour la première fois. | [ 12 ]                                                |
| 32                                                         | Tully Blanchard                                       | 1                                                     | 21 juillet 1985                                       | 130                                                   | Charlotte (Caroline du Nord)                          | House show                                            | En battant Magnum T.A., il remporte le titre pour la première fois. | [ 13 ]                                                |
| 33                                                         | Magnum T.A.                                           | 2                                                     | 28 novembre 1985                                      | 182                                                   | Greensboro (Caroline du Nord)                         | Starrcade (1985)                                      | Remporte le titre dans un « I Quit » steel cage match. Il devient le 9e catcheur à gagner deux fois la ceinture. | [ 14 ]                                                |
| —                                                          | Vacant                                                | 5                                                     | 29 mai 1986                                           | 80                                                    | —                                                     | —                                                     | Magnum T.A. est déchu de son titre pour avoir attaqué le président de la NWA Bob Geigel. | [ 14 ]                                                |
| 34                                                         | Nikita Koloff                                         | 1                                                     | 17 août 1986                                          | 328                                                   | Charlotte (Caroline du Nord)                          | House show                                            | Remporte le titre à l'issue d'un Best of Seven Series match contre Magnum T.A.. Le 28 septembre, il unifie le titre avec le championnat national poids-lourds de la NWA. | [ 15 ]                                                |
| 35                                                         | Lex Luger                                             | 1                                                     | 11 juillet 1987                                       | 138                                                   | Greensboro (Caroline du Nord)                         | The Great American Bash (1987)                        | Remporte le titre dans un steel cage match. | [ 16 ]                                                |
| 36                                                         | Dusty Rhodes                                          | 1                                                     | 26 novembre 1987                                      | 141                                                   | Chicago (Illinois)                                    | Starrcade (1987)                                      | Remporte le titre dans un steel cage match. | [ 17 ]                                                |
| —                                                          | Vacant                                                | 6                                                     | 15 avril 1988                                         | 28                                                    | Tallahassee (Floride)                                 | House show                                            | Dusty Rhodes est déchu de son titre et suspendu 120 jours pour avoir attaqué le président de la NWA, Jim Crokett. | [ 5 ]                                                 |
| National Wrestling Alliance : World Championship Wrestling |                                                       |                                                       |                                                       |                                                       |                                                       |                                                       | |                                                       |
| 37                                                         | Barry Windham                                         | 1                                                     | 13 mai 1988                                           | 283                                                   | Houston (Texas)                                       | House show                                            | Remporte le titre en battant Nikita Koloff en finale d'un tournoi. Durant son règne, la Jim Crokett Promotions devient la World Championship Wrestling le 11 octobre. | [ 18 ]                                                |
| 38                                                         | Lex Luger                                             | 2                                                     | 20 février 1989                                       | 76                                                    | Chicago (Illinois)                                    | Chi-Town Rumble                                       | Il devient le 10e catcheur à gagner deux fois la ceinture. | [ 19 ]                                                |
| 39                                                         | Michael Hayes                                         | 1                                                     | 7 mai 1989                                            | 15                                                    | Nashville (Tennessee)                                 | WrestleWar (1989)                                     | En battant Lex Luger, il remporte son premier titre à la NWA/WCW. | [ 20 ]                                                |
| 40                                                         | Lex Luger                                             | 3                                                     | 22 mai 1989                                           | 523                                                   | Bluefield (Virginie-Occidentale)                      | House show                                            | Il s'agit du plus long règne de l'histoire du titre. Il devient le 5e catcheur à gagner trois fois la ceinture. Episode diffusé le 10 juin. | [ 21 ]                                                |
| 41                                                         | Stan Hansen                                           | 1                                                     | 27 octobre 1990                                       | 50                                                    | Chicago (Illinois)                                    | Halloween Havoc (1990)                                | En battant Lex Luger, il remporte son premier titre individuel à la NWA/WCW. | [ 22 ]                                                |
| World Championship Wrestling                               |                                                       |                                                       |                                                       |                                                       |                                                       |                                                       | |                                                       |
| 42                                                         | Lex Luger                                             | 4                                                     | 16 décembre 1990                                      | 210                                                   | Saint-Louis (Missouri)                                | Starrcade (1990)                                      | Remporte le titre dans un Texas Bullrope match. Durant son règne, la WCW se séparera de la NWA en 1991. Le titre prend le nom de WCW United States Heavyweight Championship. Il devient le 3e catcheur à gagner quatre fois la ceinture.                                               | [ 23 ]                                                |
| —                                                          | Vacant                                                | 7                                                     | 14 juillet 1991                                       | 42                                                    | Baltimore (Maryland)                                  | The Great American Bash (1991)                        | Le titre est rendu vacant lorsque Lex Luger est devenu champion du monde poids-lourds de la WCW. | [ 23 ]                                                |
| 43                                                         | Sting                                                 | 1                                                     | 25 août 1991                                          | 86                                                    | Atlanta (Géorgie)                                     | House show                                            | Remporte le titre en battant Steve Austin en finale d'un tournoi. | [ 24 ]                                                |
| 44                                                         | Rick Rude                                             | 1                                                     | 19 novembre 1991                                      | 378                                                   | Savannah (Géorgie)                                    | Clash of the Champions XVII (en)                      | En battant Sting, il remporte son premier titre à la WCW. | [ 25 ]                                                |
| —                                                          | Vacant                                                | 8                                                     | 1er décembre 1992                                     | 41                                                    | —                                                     | —                                                     | Le titre est rendu vacant à la suite de la blessure de Rick Rude. | [ 25 ]                                                |
| 45                                                         | Dustin Rhodes                                         | 1                                                     | 11 janvier 1993                                       | 138                                                   | Atlanta (Géorgie)                                     | WCW Saturday Night                                    | Remporte le titre en battant Ricky Steamboat dans un match qui devait être initialement pour la place d'aspirant n°1 au titre. Episode diffusé le 16 janvier. | [ 26 ]                                                |
| —                                                          | Vacant                                                | 9                                                     | 29 mai 1993                                           | 93                                                    | Savannah (Géorgie)                                    | WCW Saturday Night                                    | Le conseil d'administration de la WCW a annoncé que le titre est rendu vacant à la suite de la défense controversée de Dustin Rhodes contre Rick Rude | [ 26 ]                                                |
| 46                                                         | Dustin Rhodes                                         | 2                                                     | 30 août 1993                                          | 119                                                   | Atlanta (Géorgie)                                     | WCW Saturday Night                                    | Remporte le titre lors du match revanche entre lui et Rick Rude. Il devient le 11e catcheur à gagner deux fois la ceinture. Episode diffusé le 11 septembre. | [ 27 ]                                                |
| 47                                                         | "Stunning" Steve Austin                               | 1                                                     | 27 décembre 1993                                      | 240                                                   | Charlotte (Caroline du Nord)                          | Starrcade (1993)                                      | Remporte le titre dans un Two Out of Three Falls match. | [ 28 ]                                                |
| 48                                                         | Ricky Steamboat                                       | 4                                                     | 24 août 1994                                          | 25                                                    | Cedar Rapids Iowa                                     | Clash of the Champions XXVIII (en)                    | Il devient le 4e catcheur à gagner quatre fois la ceinture. | [ 29 ]                                                |
| 49                                                         | "Stunning" Steve Austin                               | 2                                                     | 18 septembre 1994                                     | 0 (3 min 30 s)                                        | Roanokee (Virginie)                                   | Fall Brawl (1994)                                     | Le titre lui est offert à la suite de la blessure de Ricky Steamboat. Il devient le 12e catcheur à gagner deux fois la ceinture. | [ 30 ]                                                |
| 50                                                         | Jim Duggan                                            | 1                                                     | 18 septembre 1994                                     | 100                                                   | Roanokee (Virginie)                                   | Fall Brawl (1994)                                     | En battant Steve Austin, il remporte son premier titre à la WCW. | [ 31 ]                                                |
| 51                                                         | Vader                                                 | 1                                                     | 27 décembre 1994                                      | 88                                                    | Nashville (Tennessee)                                 | Starrcade (1994)                                      | En battant Jim Dugann, il remporte le titre pour la première fois. | [ 32 ]                                                |
| —                                                          | Vacant                                                | 10                                                    | 25 mars 1995                                          | 85                                                    | Atlanta (Géorgie)                                     | Saturday Night                                        | Vader est déchu de son titre par le commissaire de la WCW Nick Bockwinkel pour avoir blesser Dave Sullivan. | [ 5 ]                                                 |
| 52                                                         | Sting                                                 | 2                                                     | 18 juin 1995                                          | 148                                                   | Dayton (Ohio)                                         | The Great American Bash (1995)                        | Remporte le titre en battant Meng en finale d'un tournoi. Il devient le 13e catcheur à gagner deux fois la ceinture. | [ 33 ]                                                |
| 53                                                         | Kensuke Sasaki                                        | 1                                                     | 13 novembre 1995                                      | 44                                                    | Tokyo ( Japon)                                        | WCW World in Japan                                    | Remporte le titre dans un évènement de la New Japan Pro-Wrestling. | [ 34 ]                                                |
| 54                                                         | One Man Gang                                          | 1                                                     | 27 décembre 1995                                      | 33                                                    | Nashville (Tennessee)                                 | Starrcade (1995)                                      | Remporte le titre dans un match post-show du PPV. Sasaki a effectué le tombé sur OMG. Cependant, le match a été recommencé après une victoire dans la controverse. | [ 35 ]                                                |
| 55                                                         | Konnan                                                | 1                                                     | 29 janvier 1996                                       | 160                                                   | Canton (Ohio)                                         | Main Event                                            | En battant One Man Gang, il remporte son premier titre à la WCW. | [ 36 ]                                                |
| 56                                                         | Ric Flair                                             | 6                                                     | 7 juillet 1996                                        | 141                                                   | Daytona Beach (Floride)                               | Bash at the Beach (1996)                              | Il devient le 1er (et encore aujourd'hui le seul) catcheur à gagner six fois la ceinture. | [ 37 ]                                                |
| —                                                          | Vacant                                                | 11                                                    | 25 novembre 1996                                      | 34                                                    | —                                                     | —                                                     | Le titre est rendu vacant à la suite de la blessure de Ric Flair. | [ 37 ]                                                |
| 57                                                         | Eddie Guerrero                                        | 1                                                     | 29 décembre 1996                                      | 77                                                    | Nashville (Tennessee)                                 | Starrcade (1996)                                      | Remporte le titre en battant Diamond Dallas Page en finale d'un tournoi. | [ 38 ]                                                |
| 58                                                         | Dean Malenko                                          | 1                                                     | 16 mars 1997                                          | 85                                                    | Charleston (Caroline du Sud)                          | Uncensored (1997)                                     | Remporte le titre dans un match sans disqualifation | [ 39 ]                                                |
| 59                                                         | Jeff Jarrett                                          | 1                                                     | 9 juin 1997                                           | 73                                                    | Boston (Massachusetts)                                | Monday Nitro                                          | En battant Dean Malenko, il remporte son premier titre à la WCW. | [ 39 ]                                                |
| 60                                                         | Steve McMichael                                       | 1                                                     | 21 août 1997                                          | 25                                                    | Nashville (Tennessee)                                 | Clash of the Champions XXXV (en)                      | En battant Jeff Jarrett, il remporte le premier titre de sa carrière de catcheur. | [ 40 ]                                                |
| 61                                                         | Curt Hennig                                           | 1                                                     | 15 septembre 1997                                     | 104                                                   | Charlotte (Caroline du Nord)                          | Monday Nitro                                          | En battant Steve McMichael, il remporte son premier titre à la WCW. | [ 41 ]                                                |
| 62                                                         | Diamond Dallas Page                                   | 1                                                     | 28 décembre 1997                                      | 112                                                   | Washington D.C.                                       | Starrcade (1997)                                      | En battant Curt Henning, il remporte le titre pour la première fois et son deuxième titre personnel à la WCW. | [ 42 ]                                                |
| 63                                                         | Raven                                                 | 1                                                     | 19 avril 1998                                         | 1                                                     | Denver (Colorado)                                     | Spring Stampede (1998)                                | Remporte le titre dans un Raven's Rules match. | [ 43 ]                                                |
| 64                                                         | Goldberg                                              | 1                                                     | 20 avril 1998                                         | 77                                                    | Colorado Springs (Colorado)                           | Monday Nitro                                          | Remporte le titre dans un Raven's Rules match. Il s'agit de la 75e victoire consécutive de sa série. | [ 44 ]                                                |
| —                                                          | Vacant                                                | 12                                                    | 6 juillet 1998                                        | 14                                                    | Atlanta (Géorgie)                                     | Monday Nitro                                          | Le titre est rendu vacant lorsque Goldberg est devenu champion du monde poids-lourds de la WCW | [ 45 ]                                                |
| 65                                                         | Bret Hart                                             | 1                                                     | 20 juillet 1998                                       | 21                                                    | Salt Lake City (Utah)                                 | Monday Nitro                                          | Remporte le titre en battant Diamond Dallas Page. | [ 46 ]                                                |
| 66                                                         | Lex Luger                                             | 5                                                     | 10 août 1998                                          | 3                                                     | Rapid City (Dakota du Sud)                            | Monday Nitro                                          | Il devient le 3e catcheur à gagner cinq fois la ceinture. | [ 47 ]                                                |
| 67                                                         | Bret Hart                                             | 2                                                     | 13 août 1998                                          | 74                                                    | Fargo (Dakota du Nord)                                | Thunder                                               | Il devient le 14e catcheur à gagner deux fois la ceinture. | [ 48 ]                                                |
| 68                                                         | Diamond Dallas Page                                   | 2                                                     | 26 octobre 1998                                       | 35                                                    | Phoenix (Arizona)                                     | Monday Nitro                                          | Il devient le 15e catcheur à gagner deux fois la ceinture. | [ 49 ]                                                |
| 69                                                         | Bret Hart                                             | 3                                                     | 30 novembre 1998                                      | 70                                                    | Chattanooga (Tennessee)                               | Monday Nitro                                          | Remporte le titre dans un match sans disqualification. Il devient le 6e catcheur à gagner trois fois la ceinture. | [ 50 ]                                                |
| 70                                                         | Roddy Piper                                           | 3                                                     | 8 février 1999                                        | 13                                                    | Buffalo (New York)                                    | Monday Nitro                                          | Il devient le 7e catcheur à gagner trois fois la ceinture. | [ 51 ]                                                |
| 71                                                         | Scott Hall                                            | 1                                                     | 21 février 1999                                       | 25                                                    | Oakland (Californie)                                  | SuperBrawl IX                                         | En battant Roddy Piper, il remporte son premier titre individuel à la WCW. | [ 52 ]                                                |
| —                                                          | Vacant                                                | 13                                                    | 18 mars 1999                                          | 24                                                    | Lexington (Kentucky)                                  | Thunder                                               | Scott Hall est déchu de son titre par le président de la WCW Ric Flair. | [ 52 ]                                                |
| 72                                                         | Scott Steiner                                         | 1                                                     | 11 avril 1999                                         | 85                                                    | Tacoma (Washington)                                   | Spring Stampede (1999)                                | Remporte le titre en battant Booker T en finale d'un tournoi. | [ 53 ]                                                |
| —                                                          | Vacant                                                | 14                                                    | 5 juillet 1999                                        | 0                                                     | Atlanta (Géorgie)                                     | Monday Nitro                                          | Scott Steiner est déchu de son titre par le président de la WCW Ric Flair. | [ 53 ]                                                |
| 73                                                         | David Flair                                           | 1                                                     | 5 juillet 1999                                        | 35                                                    | Atlanta (Géorgie)                                     | Monday Nitro                                          | Le titre lui est donner par son père, le président de la WCW Ric Flair. Il devient le plus jeune champion de l'histoire du titre. | [ 54 ]                                                |
| 74                                                         | Chris Benoit                                          | 1                                                     | 9 août 1999                                           | 34                                                    | Boise (Idaho)                                         | Monday Nitro                                          | En battant David Flair, il remporte le titre pour la première fois et son troisième titre individuel à la WCW. | [ 54 ]                                                |
| 75                                                         | Sid Vicious                                           | 1                                                     | 12 septembre 1999                                     | 42                                                    | Winston-Salem (Caroline du Nord)                      | Fall Brawl (1999)                                     | En battant Chris Benoit, il remporte son premier titre à la WCW. | [ 55 ]                                                |
| 76                                                         | Goldberg                                              | 2                                                     | 24 octobre 1999                                       | 1                                                     | Paradise (Nevada)                                     | Halloween Havoc (1999)                                | Remporte le titre sur décision de l'arbitre à la suite d'une trop grande perte de sang de la part de Sid Vicious. Il devient le 16e catcheur à gagner deux fois la ceinture. | [ 56 ]                                                |
| 77                                                         | Bret Hart                                             | 4                                                     | 25 octobre 1999                                       | 14                                                    | Phoenix (Arizona)                                     | Monday Nitro                                          | Il devient le 5e catcheur à gagner quatre fois la ceinture. | [ 57 ]                                                |
| 78                                                         | Scott Hall                                            | 2                                                     | 8 novembre 1999                                       | 41                                                    | Indianapolis (Indiana)                                | Monday Nitro                                          | En remportant un 4-way ladder match incluant Sid Vicious et Goldberg. Bret Hart avait détaché la ceinture, mais Kevin Nash, qui était l'arbitre du match, l'a ensuite attaqué et a donné la ceinture et la victoire à Hall. Il devient le 17e catcheur à gagner deux fois la ceinture. | [ 58 ]                                                |
| 79                                                         | Chris Benoit                                          | 2                                                     | 19 décembre 1999                                      | 1                                                     | Washington D.C.                                       | Starrcade (1999)                                      | Le titre lui est offert à la suite de la blessure de Scott Hall l'empêchant de défendre son titre. Il devient le 18e catcheur à gagner deux fois la ceinture. | [ 58 ]                                                |
| 80                                                         | Jeff Jarrett                                          | 2                                                     | 20 décembre 1999                                      | 27                                                    | Baltimore (Maryland)                                  | Monday Nitro                                          | Dans un match de revanche durant un ladder match. Il devient le 19e catcheur à gagner deux fois la ceinture. | [ 59 ]                                                |
| —                                                          | Vacant                                                | 15                                                    | 16 janvier 2000                                       | 1                                                     | Cincinnati (Ohio)                                     | Souled Out (2000)                                     | Le titre est rendu vacant à la suite d'une blessure de Jeff Jarrett | [ 59 ]                                                |
| 81                                                         | Jeff Jarrett                                          | 3                                                     | 17 janvier 2000                                       | 84                                                    | Columbus (Ohio)                                       | Monday Nitro                                          | Redonné par le nouveau commisionnaire de WCW Kevin Nash. Il devient le 8e catcheur à gagner trois fois la ceinture. | [ 60 ]                                                |
| —                                                          | Vacant                                                | 16                                                    | 10 avril 2000                                         | 6                                                     | Denver (Colorado)                                     | Monday Nitro                                          | Tous les titres de la WCW étaient déclarés vacant par Vince Russo et Eric Bischoff pour faire repartir la fédération à zéro. | [ 61 ]                                                |
| 82                                                         | Scott Steiner                                         | 2                                                     | 16 avril 2000                                         | 84                                                    | Chicago (Illinois)                                    | Spring Stampede (2000)                                | En battant Sting en finale d'un tournoi, il devient le 20e catcheur à gagner deux fois la ceinture. | [ 61 ]                                                |
| —                                                          | Vacant                                                | 17                                                    | 9 juillet 2000                                        | 9                                                     | Daytona Beach (Floride)                               | Bash at the Beach (2000)                              | Scott Steiner est déchu de son titre à la suite de l'utilisation du Steiner Recliner (qui était banni) sur Mike Awesome. | [ 61 ]                                                |
| 83                                                         | Lance Storm                                           | 1                                                     | 18 juillet 2000                                       | 66                                                    | Auburn Hills (Michigan)                               | Monday Nitro                                          | En battant Mike Awesome en finale d'un tournoi, il remporte le tire pour la première fois. Durant son règne le titre prendra le nom non-officiel de WCW Canadian Heavyweight Championship.                                                                                             | [ 62 ]                                                |
| 84                                                         | Terry Funk                                            | 2                                                     | 22 septembre 2000                                     | 1                                                     | Amarillo (Texas)                                      | House show                                            | En battant Lance Storm, il devient le plus vieux champion de l'histoire du titre. Il devient le 21e catcheur à gagner deux fois la ceinture. | [ 63 ]                                                |
| 85                                                         | Lance Storm                                           | 2                                                     | 23 septembre 2000                                     | 36                                                    | Lubbock (Texas)                                       | House show                                            | Il devient le 22e catcheur à gagner deux fois la ceinture. | [ 64 ]                                                |
| 86                                                         | Gen. Hugh G. Rection                                  | 1                                                     | 29 octobre 2000                                       | 12                                                    | Paradise (Nevada)                                     | Halloween Havoc (2000)                                | Remporte le titre dans un 2-on-1 Handicap match en battant Lance Storm et Jim Duggan. | [ 65 ]                                                |
| 87                                                         | Lance Storm                                           | 3                                                     | 10 novembre 2000                                      | 16                                                    | Londres ( Angleterre)                                 | Monday Nitro                                          | Il devient le 9e catcheur à gagner trois fois la ceinture. Episode diffusé le 13 novembre. | [ 66 ]                                                |
| 88                                                         | Gen. Hugh G. Rection                                  | 2                                                     | 26 novembre 2000                                      | 49                                                    | Milwaukee (Wisconsin)                                 | Mayhem (2000)                                         | Il devient le 23e catcheur à gagner deux fois la ceinture. | [ 67 ]                                                |
| 89                                                         | Shane Douglas                                         | 1                                                     | 14 janvier 2001                                       | 22                                                    | Indianapolis (Indiana)                                | Sin                                                   | Remporte le tire dans un First Blood Chain match | [ 68 ]                                                |
| 90                                                         | Rick Steiner                                          | 1                                                     | 5 février 2001                                        | 41                                                    | Tupelo (Mississippi)                                  | Monday Nitro                                          | En battant Shane Douglas, il remporte son premier titre personnel à la WCW. | [ 69 ]                                                |
| World Wrestling Federation                                 |                                                       |                                                       |                                                       |                                                       |                                                       |                                                       | |                                                       |
| 91                                                         | Booker T                                              | 1                                                     | 18 mars 2001                                          | 128                                                   | Jacksonville (Floride)                                | Greed                                                 | Remporte le titre à l'occasion du tout dernier PPV de l'histoire de la WCW avant d'être racheté par la WWF. Le titre arrive à la WWF et prend le nom de WCW United States Championship.                                                                                                | [ 70 ]                                                |
| 92                                                         | Chris Kanyon                                          | 1                                                     | 24 juillet 2001                                       | 48                                                    | Pittsburgh (Pennsylvanie)                             | SmackDown!                                            | Booker T lui donne le titre puisque étant également Champion de la WCW. Episode diffusé le 26 juillet. | [ 71 ]                                                |
| 93                                                         | Tajiri                                                | 1                                                     | 10 septembre 2001                                     | 13                                                    | San Antonio (Texas)                                   | Raw is War                                            | En battant Chris Kayon, il remporte le titre pour la première fois et son deuxième titre personnel à la WWF | [ 72 ]                                                |
| 94                                                         | Rhyno                                                 | 1                                                     | 23 septembre 2001                                     | 29                                                    | Pittsburgh (Pennsylvanie)                             | Unforgiven (2001)                                     | En battant Tajiri, il remporte le titre pour la première fois et son quatrième titre personnel à la WWF. | [ 73 ]                                                |
| 95                                                         | Kurt Angle                                            | 1                                                     | 22 octobre 2001                                       | 21                                                    | Kansas City (Missouri)                                | Raw                                                   | En battant Rhyno, il remporte le titre pour la première fois. | [ 74 ]                                                |
| 96                                                         | Edge                                                  | 1                                                     | 12 novembre 2001                                      | 6                                                     | Boston (Massachusetts)                                | Raw                                                   | Remporte le titre à cause d'une distraction de la musique de Kane. | [ 75 ]                                                |
| —                                                          | Unifié                                                | —                                                     | 18 novembre 2001                                      | 616                                                   | Greensboro (Caroline du Nord)                         | Survivor Series (2001)                                | Bat le champion Intercontinental Test dans un match d'unification pour unifier les 2 titres. Le titre est désactivé pour continuer la lignée du tire intercontinental. | [ 75 ]                                                |

### World Wrestling Entertainment
| #                             | Champion                 | Règne     | Date              | Durée (en jours) | Lieu                                    | Événement                              | Notes | Réf.      |
| SmackDown                     | SmackDown                | SmackDown | SmackDown         | SmackDown        | SmackDown                               | SmackDown                              | SmackDown | SmackDown |
| ----------------------------- | ------------------------ | --------- | ----------------- | ---------------- | --------------------------------------- | -------------------------------------- | --- | --------- |
| 1                             | Eddie Guerrero           | 2         | 27 juillet 2003   | 84               | Denver (Colorado)                       | Vengeance (2003)                       | Stephanie McMahon (manager général de SmackDown) réactive le titre et lance un tournoi pour celui-ci, qui prend alors le nom de WWE United States Championship. Il battra en finale Chris Benoit pour s'adjuger le titre. C'est la première fois qu'il remporte le titre en tant que titre de la WWE (il l'avait possédé 1 fois sous son ancienne forme, à la WCW). Il devient le 24e catcheur à gagner deux fois la ceinture. | .         |
| 2                             | Big Show                 | 1         | 19 octobre 2003   | 147              | Baltimore (Maryland)                    | No Mercy (2003)                        | En battant Eddie, il remporte le titre pour la première fois. | [ 77 ]    |
| 3                             | John Cena                | 1         | 14 mars 2004      | 114              | New York )                              | WrestleMania XX                        | En battant The Big Show, il remporte son premier titre à la WWE. La compagnie reconnait incorrectement la fin de son règne le 29 juillet. | [ 78 ]    |
| —                             | Vacant                   | 18        | 6 juillet 2004    | 21               | Winnipeg (Manitoba) Canada              | SmackDown!                             | Joh Cena est déchu de son titre à la suite d'une attaque sur le manageur général de SmackDown Kurt Angle. Episode diffusé le 8 juillet. | [ 79 ]    |
| 4                             | Booker T                 | 2         | 27 juillet 2004   | 68               | Cincinnati (Ohio)                       | SmackDown!                             | Remporte le titre dans un 8-way elimination match incluant John Cena, René Duprée, Kenzo Suzuki, Rob Van Dam, Billy Gunn, Charlie Haas et Luther Reigns. C'est la première fois qu'il remporte le titre en tant que titre de la WWE (il l'avait possédé 1 fois sous son ancienne forme, à la WCW). Il devient le 25e catcheur à gagner deux fois la ceinture. Episode diffusé le 29 juillet.                                   | [ 79 ]    |
| 5                             | John Cena                | 2         | 3 octobre 2004    | 2                | East Rutherford (New Jersey)            | No Mercy (2004)                        | Remporte le titre à l'issue d'un Best of Five Series match (remporté 3-2). Il devient le 26e catcheur à gagner deux fois la ceinture. | [ 80 ]    |
| 6                             | Carlito                  | 1         | 5 octobre 2004    | 42               | Boston (Massachusetts)                  | SmackDown!                             | Premier match de Carlito à la WWE. Episode diffusé le 7 octobre | [ 81 ]    |
| 7                             | John Cena                | 3         | 16 novembre 2004  | 105              | Dayton (Ohio)                           | SmackDown!                             | Il devient le 10e catcheur à gagner trois fois la ceinture. Episode diffusé le 18 novembre. | [ 82 ]    |
| 8                             | Orlando Jordan           | 1         | 1er mars 2005     | 173              | Albany (New York)                       | SmackDown!                             | Remporte le titre grâce à l'intervention de JBL. Episode diffusé le 3 mars. | [ 83 ]    |
| 9                             | Chris Benoit             | 3         | 21 août 2005      | 58               | Washington D.C.                         | SummerSlam (2005)                      | C'est la première fois qu'il remporte le titre en tant que titre de la WWE (il l'avait possédé 2 fois sous son ancienne forme, à la WCW). Il devient le 11e catcheur à gagner trois fois la ceinture. | [ 84 ]    |
| 10                            | Booker T                 | 3         | 18 octobre 2005   | 35               | Reno (Nevada)                           | SmackDown!                             | Il devient le 12e catcheur à gagner trois fois la ceinture. Episode diffusé le 21 octobre. | [ 85 ]    |
| —                             | Vacant                   | 19        | 22 novembre 2005  | 49               | Sheffield ( Angleterre)                 | SmackDown!                             | Le titre devient vacant à la suite d'un double tombé lors de la défense de titre de Booker T face à Chris Benoit. Episode diffusé le 25 novembre. | [ 86 ]    |
| 11                            | Booker T                 | 4         | 10 janvier 2006   | 40               | Philadelphie (Pennsylvanie)             | SmackDown!                             | Remporte le titre à l'issue d'un Best of Seven Series match (remporté 4-3) face à Chris Benoit. Il devient le 6e catcheur à gagner quatre fois la ceinture. Episode diffusé le 13 janvier. | [ 87 ]    |
| 12                            | Chris Benoit             | 4         | 19 février 2006   | 42               | Baltimore (Maryland)                    | No Way Out (2006)                      | Il devient le 7e catcheur à gagner quatre fois la ceinture. | [ 88 ]    |
| 13                            | John "Bradshaw" Layfield | 1         | 2 avril 2006      | 51               | Rosemont (Illinois)                     | WrestleMania 22                        | En battant Chris Benoit, il remporte le titre pour la première fois de sa carrière. | [ 89 ]    |
| 14                            | Bobby Lashley            | 1         | 23 mai 2006       | 49               | Bakersfield (Californie)                | SmackDown!                             | Episode diffusé le 26 mai. | [ 90 ]    |
| 15                            | Finlay                   | 1         | 11 juillet 2006   | 49               | Minneapolis (Minnesota)                 | SmackDown!                             | Episode diffusé le 14 juillet. | [ 91 ]    |
| 16                            | Mr. Kennedy              | 1         | 29 août 2006      | 42               | Reading (Pennsylvanie)                  | SmackDown!                             | Remporte le titre dans un Triple Threat match incluant Bobby Lashley. Episode diffusé le 1er septembre. | [ 92 ]    |
| 17                            | Chris Benoit             | 5         | 10 octobre 2006   | 222              | Jacksonville (Floride)                  | SmackDown!                             | Il devient le 4e catcheur à gagner cinq fois la ceinture. Episode diffusé le 13 octobre. | [ 93 ]    |
| 18                            | MVP                      | 1         | 20 mai 2007       | 343              | Saint-Louis (Missouri)                  | Judgment Day (2007)                    | Remporte le titre dans un Two Out of Three Falls match | [ 94 ]    |
| ECW                           |                          |           |                   |                  |                                         |                                        | |           |
| 19                            | Matt Hardy               | 1         | 27 avril 2008     | 84               | Baltimore (Maryland)                    | Backlash (2008)                        | Le titre devient exclusif à la ECW à la suite du draft de Hardy. | [ 95 ]    |
| SmackDown                     |                          |           |                   |                  |                                         |                                        | |           |
| 20                            | Shelton Benjamin         | 1         | 20 juillet 2008   | 240              | Uniondale (New York)                    | The Great American Bash (2008)         | Le titre devient exclusif à SmackDown due au statue de catcheur de la branche bleue de Benjamin. | [ 96 ]    |
| Raw                           |                          |           |                   |                  |                                         |                                        | |           |
| 21                            | MVP                      | 2         | 17 mars 2009      | 76               | Corpus Christi (Texas)                  | SmackDown                              | Le titre devient exclusif à Raw à la suite du draft de MVP. Il devient le 27e catcheur à gagner deux fois la ceinture. | [ 97 ]    |
| 22                            | Kofi Kingston            | 1         | 1er juin 2009     | 126              | Birmingham (Alabama)                    | Raw                                    | En battant MVP, il remporte le titre pour la première fois et son deuxième titre personnel à la WWE. | [ 98 ]    |
| 23                            | The Miz                  | 1         | 5 octobre 2009    | 224              | Wilkes-Barre (Pennsylvanie)             | Raw                                    | En battant Kofi Kingston, il remporte son premier titre personnel à la WWE. | [ 99 ]    |
| 24                            | Bret Hart                | 5         | 17 mai 2010       | 7                | Toronto (Ontario) Canada                | Raw                                    | Dans un match sans disqualification ni décompte extérieur. C'est la première fois qu'il remporte le titre en tant que titre de la WWE (il l'avait possédé 4 fois sous son ancienne forme, à la WCW). Il devient le 5e catcheur à gagner cinq fois la ceinture. | [ 100 ]   |
| —                             | Vacant                   | 20        | 24 mai 2010       | 0                | Toledo (Ohio)                           | Raw                                    | Abandonne le titre pour prendre le poste de manager général de Raw. | [ 101 ]   |
| 25                            | R-Truth                  | 1         | 24 mai 2010       | 21               | Toledo (Ohio)                           | Raw                                    | En battant The Miz. Il remporte le titre pour la première fois et son troisième titre personnel à la WWE. | [ 102 ]   |
| 26                            | The Miz                  | 2         | 14 juin 2010      | 97               | Charlotte (Caroline du Nord)            | Raw                                    | Dans un Fatal 4-Way Match qui incluait également John Morrison et Zack Ryder. Il devient le 28e catcheur à gagner deux fois la ceinture. | [ 103 ]   |
| 27                            | Daniel Bryan             | 1         | 19 septembre 2010 | 176              | Chicago (Illinois)                      | Night of Champions (2010)              | En battant The Miz, il remporte son premier titre à la WWE. | [ 104 ]   |
| SmackDown                     |                          |           |                   |                  |                                         |                                        | |           |
| 28                            | Sheamus                  | 1         | 14 mars 2011      | 48               | Saint-Louis (Missouri)                  | Raw                                    | Si Sheamus perdait, il devait quitter la WWE. Le 26 avril, le titre devient exclusif à SmackDown suite Draft 2011 | [ 105 ]   |
| Raw                           |                          |           |                   |                  |                                         |                                        | |           |
| 29                            | Kofi Kingston            | 2         | 1er mai 2011      | 49               | Tampa (Floride)                         | Extreme Rules (2011)                   | Dans un Tables match. Le titre devient exclusif à Raw due au statue de Kingston qui est un catcheur de la branche rouge. Il devient le 29e catcheur à gagner deux fois la ceinture. | [ 106 ]   |
| World Wrestling Entertainment |                          |           |                   |                  |                                         |                                        | |           |
| 30                            | Dolph Ziggler            | 1         | 19 juin 2011      | 182              | Washington D.C                          | Capitol Punishment                     | Le 29 août le WWE abandonne le système de roster séparé permettant à tout les champions de défendre leurs titres à Raw comme à Smackdown. | [ 107 ]   |
| 31                            | Zack Ryder               | 1         | 18 décembre 2011  | 29               | Baltimore (Maryland)                    | TLC: Tables, Ladders and Chairs (2011) | En battant Dolph Ziggler, il remporte son premier titre individuel à la WWE. | [ 108 ]   |
| 32                            | Jack Swagger             | 1         | 16 janvier 2012   | 49               | Anaheim (Californie)                    | Raw                                    | En battant Zack Ryder. Il remporte le titre pour la première fois de sa carrière et son second titre personnel dans le roster principal. | [ 109 ]   |
| 33                            | Santino Marella          | 1         | 5 mars 2012       | 167              | Boston (Massachusetts)                  | Raw                                    | En battant Jack Swagger. Il remporte le titre pour la première fois de sa carrière et son second titre personnel dans le roster principal. | [ 110 ]   |
| 34                            | Antonio Cesaro           | 1         | 19 août 2012      | 239              | Los Angeles (Californie)                | SummerSlam (2012)                      | En battant Santino Marella. Il remporte le titre pour la première fois de sa carrière et son premier titre personnel dans le roster principal. | [ 111 ]   |
| 35                            | Kofi Kingston            | 3         | 15 avril 2013     | 34               | Greenville (Caroline du Sud)            | Raw                                    | En battant Cesaro. Il devient le 13e catcheur à gagner trois fois la ceinture. | [ 112 ]   |
| 36                            | Dean Ambrose             | 1         | 19 mai 2013       | 351              | Saint-Louis (Missouri)                  | Extreme Rules (2013)                   | En battant Kofi Kingston. Il remporte le titre pour la première fois de sa carrière et son premier titre dans le roster principal. Il s'agit du plus long de l'histoire du titre dans l'ère WWE. | [ 113 ]   |
| 37                            | Sheamus                  | 2         | 5 mai 2014        | 182              | Albany (New York)                       | Raw                                    | En éliminant Dean Ambrose en dernière position dans une Battle Royal. Il devient le 30e catcheur à gagner deux fois la ceinture. | [ 114 ]   |
| 38                            | Rusev                    | 1         | 3 novembre 2014   | 146              | Buffalo (New York)                      | Raw                                    | En battant Sheamus. Il remporte le titre pour la première fois de sa carrière et son premier titre personnel dans le roster principal. | [ 115 ]   |
| 39                            | John Cena                | 4         | 29 mars 2015      | 147              | Santa Clara (Californie)                | WrestleMania 31                        | En battant Rusev. Il devient le 8e catcheur à gagner quatre fois la ceinture. | [ 116 ]   |
| 40                            | Seth Rollins             | 1         | 23 août 2015      | 28               | Brooklyn (New York)                     | SummerSlam (2015)                      | En battant John Cena dans un Title vs. Title Winner Takes All match. En plus de conserver son championnat du monde poids-lourds de la WWE, il remporte le titre pour la première fois de sa carrière et son second titre personnel. | [ 117 ]   |
| 41                            | John Cena                | 5         | 20 septembre 2015 | 35               | Houston (Texas)                         | Night of Champions (2015)              | En prenant sa revanche sur Seth Rollins. Il devient le 6e catcheur à gagner cinq fois la ceinture. | [ 118 ]   |
| 42                            | Alberto Del Rio          | 1         | 25 octobre 2015   | 78               | Los Angeles (Californie)                | Hell in a Cell (2015)                  | En battant John Cena. Il remporte le titre pour la première fois de sa carrière et son premier titre personnel dans le roster principal. | [ 119 ]   |
| 43                            | Kalisto                  | 1         | 11 janvier 2016   | 1                | La Nouvelle-Orléans (Louisiane)         | Raw                                    | En battant Alberto Del Rio. Il remporte le titre pour la première fois de sa carrière et son premier titre personnel dans le roster principal. | [ 120 ]   |
| 44                            | Alberto Del Rio          | 2         | 12 janvier 2016   | 12               | Lafayette (Louisiane)                   | SmackDown Live                         | En prenant sa revanche sur Kalisto. Il devient le 31e catcheur à gagner deux fois la ceinture. Episode diffusé le 14 janvier. | [ 121 ]   |
| 45                            | Kalisto                  | 2         | 24 janvier 2016   | 119              | Orlando (Floride)                       | Royal Rumble (2016)                    | En prenant sa revanche sur Alberto Del Rio. Il devient le 32e catcheur à gagner deux fois la ceinture. | [ 122 ]   |
| Raw                           |                          |           |                   |                  |                                         |                                        | |           |
| 46                            | Rusev                    | 2         | 22 mai 2016       | 126              | Newark (New Jersey)                     | Extreme Rules (2016)                   | En battant Kalisto. Il devient le 33e catcheur à gagner deux fois la ceinture. Le 19 juillet, le Bulgare est officiellement transféré à Raw, ce qui fait que le titre devient exclusif au show rouge. | [ 123 ]   |
| 47                            | Roman Reigns             | 1         | 25 septembre 2016 | 106              | Indianapolis (Indiana)                  | Clash of Champions (2016)              | En battant Rusev. Il remporte le titre pour la première fois de sa carrière et son second titre personnel. | [ 124 ]   |
| 48                            | Chris Jericho            | 1         | 9 janvier 2017    | 83               | La Nouvelle-Orléans (Louisiane)         | Raw                                    | En battant Roman Reigns dans un 2-on-1 Handicap match avec Kevin Owens où celui qui faisait le tombé remporté le titre. Il remporte le titre pour la première fois de sa carrière. | [ 125 ]   |
| SmackDown                     |                          |           |                   |                  |                                         |                                        | |           |
| 49                            | Kevin Owens              | 1         | 2 avril 2017      | 28               | Orlando (Floride)                       | WrestleMania 33                        | En battant Chris Jericho. Il remporte le titre pour la première fois de sa carrière et son quatrième titre personnel. Le 11 avril lors de la Supertar Shake-Up 2017, il est officiellement transféré à SmackDown Live, ce qui fait que le titre devient la propriété du show bleu. | [ 126 ]   |
| 50                            | Chris Jericho            | 2         | 30 avril 2017     | 2                | San José (Californie)                   | Payback (2017)                         | En prenant sa revanche sur Kevin Owens par soumission. Il devient le 34e catcheur à gagner deux fois la ceinture. Après sa victoire, il est transféré à SmackDown Live. | [ 127 ]   |
| 51                            | Kevin Owens              | 2         | 2 mai 2017        | 66               | Fresno (Californie)                     | SmackDown Live                         | En prenant sa revanche sur Chris Jericho. Il devient le 35e catcheur à gagner deux fois la ceinture. | [ 128 ]   |
| 52                            | A.J. Styles              | 1         | 7 juillet 2017    | 16               | New York (État de New York)             | WWE Live                               | En battant Kevin Owens. Il remporte le titre pour la première fois de sa carrière. | [ 129 ]   |
| 53                            | Kevin Owens              | 3         | 23 juillet 2017   | 2                | Philadelphie (Pennsylvanie)             | Battleground (2017)                    | En prenant sa revanche sur AJ Styles. Il devient le 14e catcheur à gagner trois fois la ceinture. | [ 130 ]   |
| 54                            | A.J. Styles              | 2         | 25 juillet 2017   | 75               | Richmond (Virginie)                     | SmackDown Live                         | En prenant sa revanche sur Kevin Owens et en battant Chris Jericho dans un Triple Threat match. Il devient le 36e catcheur à gagner deux fois la ceinture. | [ 131 ]   |
| 55                            | Baron Corbin             | 1         | 8 octobre 2017    | 70               | Détroit (Michigan)                      | Hell in a Cell (2017)                  | En battant AJ Styles et Tye Dillinger dans la même stipulation. Il remporte le titre pour la première fois de sa carrière et son premier titre dans le roster principal. | [ 132 ]   |
| 56                            | Dolph Ziggler            | 2         | 17 décembre 2017  | 9                | Boston (Massachusetts)                  | Clash of Champions (2017)              | En battant Baron Corbin et Bobby Roode dans la même stipulation. Il devient le 37e catcheur à gagner deux fois la ceinture. | [ 133 ]   |
| —                             | Vacant                   | 21        | 26 décembre 2017  | 21               | Rosemont (Illinois)                     | SmackDown Live                         | À la surprise générale, Dolph Ziggler abandonne le titre le 19 décembre, car il n'est pas apprécié et dit que personne ne mérite sa présence. La vacation du titre prendra effet le 26 décembre par Daniel Bryan. | [ 134 ]   |
| 57                            | Bobby Roode              | 1         | 16 janvier 2018   | 54               | Laredo (Texas)                          | SmackDown Live                         | En battant Jinder Mahal en finale du tournoi. Il remporte le titre pour la première fois de sa carrière et son premier titre dans le roster principal. | [ 135 ]   |
| 58                            | Randy Orton              | 1         | 11 mars 2018      | 28               | Columbus (Ohio)                         | Fastlane (2018)                        | En battant Bobby Roode. Il remporte le titre pour la première fois de sa carrière et devient le 10e Grand Slam Champion. | [ 136 ]   |
| Raw                           |                          |           |                   |                  |                                         |                                        | |           |
| 59                            | Jinder Mahal             | 1         | 8 avril 2018      | 8                | Nouvelle-Orléans (Louisiane)            | WrestleMania 34                        | En battant Randy Orton, Rusev et Bobby Roode dans un Fatal 4-Way Match. Il remporte le titre pour la première fois de sa carrière et son second titre personnel. Le titre part à Raw à la suite de la première nuit de la Supertar Shake-Up 2018. | [ 137 ]   |
| SmackDown                     |                          |           |                   |                  |                                         |                                        | |           |
| 60                            | Jeff Hardy               | 1         | 16 avril 2018     | 90               | Hartford (Connecticut)                  | Raw                                    | En battant Jinder Mahal. Il remporte le titre pour la première fois de sa carrière et devient le 12e Grand Slam Champion dans son format 2015. Le titre part à Smackdown dans la même soirée à la suite de la deuxième nuit de la Supertar Shake-Up 2018. | [ 138 ]   |
| 61                            | Shinsuke Nakamura        | 1         | 15 juillet 2018   | 156              | Pittsburgh (Pennsylvanie)               | Extreme Rules (2018)                   | En battant Jeff Hardy en quelques secondes après lui avoir porté un Low-Blow avant le début du combat. Il remporte le titre pour la première fois de sa carrière et son premier titre dans le roster principal. | [ 139 ]   |
| 62                            | Rusev                    | 3         | 18 décembre 2018  | 40               | Fresno (Californie)                     | SmackDown Live                         | En battant Shinsuke Nakamura. Il devient le 15e catcheur à gagner trois fois la ceinture. Episode diffusé le 25 décembre. | [ 140 ]   |
| 63                            | Shinsuke Nakamura        | 2         | 27 janvier 2019   | 2                | Phoenix (Arizona)                       | Royal Rumble (2019)                    | En battant Rusev. Il devient le 38e catcheur à gagner deux fois la ceinture. | [ 141 ]   |
| 64                            | R-Truth                  | 2         | 29 janvier 2019   | 35               | Phoenix (Arizona)                       | SmackDown Live                         | En battant Shinsuke Nakamura. Il remporte le titre pour la seconde fois, 9 ans après son premier règne, et devient le 39e catcheur à gagner deux fois la ceinture. | [ 142 ]   |
| Raw                           |                          |           |                   |                  |                                         |                                        | |           |
| 65                            | Samoa Joe                | 1         | 5 mars 2019       | 75               | Wilkes-Barre (Pennsylvanie)             | SmackDown Live                         | En battant R-Truth, Andrade et Rey Mysterio dans un Fatal 4-Way match. Il remporte le titre pour la première fois de sa carrière, son second titre personnel et son premier titre dans le roster principal. Le 22 avril lors du Superstar Shake-Up, il est officiellement transféré à Raw, ce qui fait que le titre devient la propriété du show rouge.                                                                        | [ 143 ]   |
| 66                            | Rey Mysterio             | 1         | 19 mai 2019       | 15               | Hartford (Connecticut)                  | Money in the Bank (2019)               | En battant Samoa Joe. Il remporte le titre pour la première fois de sa carrière et devient le 14e Grand Slam Champion. | [ 144 ]   |
| 67                            | Samoa Joe                | 2         | 3 juin 2019       | 20               | Austin (Texas)                          | Raw                                    | Blessé à l'épaule, Rey Mysterio est contraint de lui céder le titre. Il devient le 40e catcheur à gagner deux fois la ceinture. | [ 145 ]   |
| 68                            | Ricochet                 | 1         | 23 juin 2019      | 21               | Tacoma (Washington)                     | Stomping Grounds                       | En battant Samoa Joe. Il remporte le titre pour la première fois de sa carrière et son premier titre personnel au sein du roster principal. | [ 146 ]   |
| 69                            | A.J. Styles              | 3         | 14 juillet 2019   | 134              | Philadelphie (Pennsylvanie)             | Extreme Rules (2019)                   | En battant Ricochet avec l'aide des interventions extérieures des Good Brothers. Il devient le 16e catcheur à gagner trois fois la ceinture. | [ 147 ]   |
| 70                            | Rey Mysterio             | 2         | 25 novembre 2019  | 31               | Chicago (Illinois)                      | Raw                                    | En battant AJ Styles avec l'aide d'une intervention extérieure de Randy Orton. Il devient le 41e catcheur à gagner deux fois la ceinture. | [ 148 ]   |
| 71                            | Andrade                  | 1         | 26 décembre 2019  | 151              | New York (État de New York)             | WWE Live                               | En battant Rey Mysterio. Il remporte le titre pour la première fois de sa carrière, son second titre personnel et son premier titre dans le roster principal. | [ 149 ]   |
| 72                            | Apollo Crews             | 1         | 25 mai 2020       | 97               | Orlando (Floride)                       | Raw                                    | En battant Andrade. Il remporte le titre pour la première fois de sa carrière et son premier titre personnel dans le roster principal. | [ 150 ]   |
| 73                            | Bobby Lashley            | 2         | 30 août 2020      | 175              | Orlando (Floride)                       | Payback (2020)                         | En battant Apollo Crews. Il remporte le titre pour la seconde fois, 15 ans après son premier règne, et devient le 42e catcheur à gagner deux fois la ceinture. | [ 151 ]   |
| 74                            | Riddle                   | 1         | 21 février 2021   | 49               | Orlando (Floride)                       | Elimination Chamber (2021)             | En battant Bobby Lashley et John Morrison dans un Triple Threat match. Il remporte le titre pour la première fois de sa carrière et son premier titre personnel dans le roster principal. | [ 152 ]   |
| 75                            | Sheamus                  | 3         | 11 avril 2021     | 132              | Tampa (Floride)                         | WrestleMania 37                        | En battant Riddle. Il devient le 17e catcheur à gagner trois fois la ceinture. | [ 153 ]   |
| 76                            | Damian Priest            | 1         | 21 août 2021      | 191              | Paradise (Nevada)                       | SummerSlam (2021)                      | En battant Sheamus. Il remporte le titre pour la première fois de sa carrière et son second titre personnel. | [ 154 ]   |
| 77                            | Finn Bálor               | 1         | 28 février 2022   | 49               | Columbus (Ohio)                         | Raw                                    | En battant Damian Priest. Il remporte le titre pour la première fois de sa carrière et son troisième titre personnel. | [ 155 ]   |
| 78                            | Theory                   | 1         | 18 avril 2022     | 75               | Buffalo (New York)                      | Raw                                    | En battant Finn Bálor. Il remporte le titre pour la première fois de sa carrière, son premier titre personnel dans le roster principal. | [ 156 ]   |
| 79                            | Bobby Lashley            | 3         | 2 juillet 2022    | 100              | Las Vegas (Nevada)                      | Money in the Bank (2022)               | En battant Theory. Il devient le 18e catcheur à gagner trois fois la ceinture. | [ 157 ]   |
| 80                            | Seth Rollins             | 2         | 10 octobre 2022   | 47               | Brooklyn (New York)                     | Raw                                    | En battant Bobby Lashley, attaqué par Brock Lesnar avant le début du combat. Il devient le 43e catcheur à gagner deux fois la ceinture. | [ 158 ]   |
| SmackDown                     |                          |           |                   |                  |                                         |                                        | |           |
| 81                            | Austin Theory            | 2         | 26 novembre 2022  | 258              | Boston (Massachusetts)                  | Survivor Series: WarGames (2022)       | En battant Bobby Lashley et Seth "Freakin" Rollins dans un Triple Threat match. Il devient le 44e catcheur à gagner deux fois la ceinture. Le 1er mai 2023 lors du Draft, il est officiellement transféré à SmackDown, ce qui fait que le titre devient la propriété du show bleu. | [ 159 ]   |
| 82                            | Rey Mysterio             | 3         | 11 août 2023      | 85               | Calgary (Alberta) Canada                | SmackDown                              | En battant Austin Theory. Il devient le second Hall of Famer, après Bret Hart, à remporter ce titre et le 19e catcheur à gagner trois fois la ceinture. | [ 160 ]   |
| 83                            | Logan Paul               | 1         | 4 novembre 2023   | 273              | Riyad ( Arabie saoudite)                | Crown Jewel (2023)                     | En battant Rey Mysterio de manière controversée. Il remporte le titre pour la première fois de sa carrière et son premier titre en tant que catcheur. | [ 161 ]   |
| 84                            | LA Knight                | 1         | 3 août 2024       | 119              | Cleveland (Ohio)                        | SummerSlam (2024)                      | En battant Logan Paul. Il remporte le titre pour la première fois de sa carrière, son second titre personnel et son premier titre personnel dans le roster principal. | [ 162 ]   |
| 85                            | Shinsuke Nakamura        | 3         | 30 novembre 2024  | 97               | Vancouver (Colombie-Britannique) Canada | Survivor Series: WarGames (2024)       | En battant LA Knight, il devient le 20e catcheur à gagner trois fois la ceinture. | [ 163 ]   |
| 86                            | LA Knight                | 2         | 7 mars 2025       | 43               | Philadelphie (Pennsylvanie)             | SmackDown                              | En prenant sa revanche sur Shinuke Nakamura, il devient le 45e catcheur à gagner deux fois la ceinture. | [ 164 ]   |
| 87                            | Jacob Fatu               | 1         | 19 avril 2025     | 70               | Paradise (Nevada)                       | WrestleMania 41                        | En battant LA Knight, il remporte son premier titre individuel à la WWE. | [ 165 ]   |
| 88                            | Solo Sikoa               | 1         | 28 juin 2025      | 1+               | Riyad ( Arabie saoudite)                | Night of Champions (2025)              | Remporte le titre grâce à une intervention de The Bloodline. | [ 166 ]   |

## Règnes combinés
| Signe | Notes                                    |
| ----- | ---------------------------------------- |
|       | Lutteur travaillant toujours à SmackDown |
|       | Lutteur travaillant toujours à la WWE    |
| †     | Lutteur décédé                           |

| Rang | Catcheur                 | Règnes | Jours | 1re victoire   |
| ---- | ------------------------ | ------ | ----- | -------------- |
| 1    | Lex Luger                | 5      | 950   | 11 juill. 1987 |
| 2    | Ric Flair                | 6      | 773   | 29 juill. 1977 |
| —    | Vacant                   | 21     | 728   | —              |
| 3    | Blackjack Mulligan †     | 3      | 498   | 13 mars 1976   |
| 4    | MVP                      | 2      | 419   | 20 mai 2007    |
| 5    | John Cena                | 5      | 403   | 14 mars 2004   |
| 6    | Greg Valentine           | 2      | 391   | 4 nov. 1982    |
| 7    | Rick Rude †              | 1      | 378   | 19 nov. 1991   |
| 8    | Sheamus                  | 3      | 362   | 14 mars 2011   |
| 9    | Chris Benoit †           | 5      | 357   | 9 août 1999    |
| 10   | Dean Ambrose             | 1      | 351   | 19 mai 2013    |
| 11   | Austin Theory            | 2      | 333   | 18 avr. 2022   |
| 12   | Nikita Koloff †          | 1      | 328   | 17 août 1986   |
| 13   | Bobby Lashley            | 3      | 324   | 23 mai 2006    |
| 14   | The Miz                  | 2      | 321   | 5 oct. 2009    |
| 15   | Rusev                    | 3      | 312   | 3 nov. 2014    |
| 16   | Sgt. Slaughter           | 2      | 305   | 4 oct. 1981    |
| 17   | Magnum T.A.              | 2      | 302   | 23 mars 1985   |
| 18   | Wahoo McDaniel (en) †    | 5      | 296   | 8 août 1981    |
| 19   | Barry Windham            | 1      | 283   | 13 mai 1988    |
| 20   | Logan Paul               | 1      | 273   | 4 nov. 2023    |
| 21   | Booker T                 | 4      | 271   | 18 mars 2001   |
| 22   | Ricky Steamboat          | 4      | 265   | 21 oct. 1977   |
| 23   | Dustin Rhodes            | 2      | 257   | 11 janv. 1993  |
| 24   | Shinsuke Nakamura        | 3      | 255   | 15 juill. 2018 |
| 25   | Shelton Benjamin         | 1      | 240   | 20 juill. 2008 |
| 25   | Steve Austin             | 2      | 240   | 27 déc. 1993   |
| 27   | Antonio Cesaro           | 1      | 239   | 19 août 2012   |
| 28   | Sting                    | 2      | 234   | 25 août 1991   |
| 29   | Jimmy Snuka †            | 1      | 231   | 1er sept. 1979 |
| 30   | A.J. Styles              | 3      | 225   | 7 juill. 2017  |
| 31   | Roddy Piper †            | 3      | 220   | 27 janv. 1981  |
| 32   | Kofi Kingston            | 3      | 209   | 1er juin 2009  |
| 33   | Damian Priest            | 1      | 191   | 21 août 2021   |
| 33   | Dolph Ziggler            | 2      | 191   | 19 juin 2011   |
| 35   | Bret Hart                | 5      | 186   | 20 juill. 1998 |
| 36   | Jeff Jarrett             | 3      | 184   | 9 juin 1997    |
| 37   | Harley Race †            | 1      | 183   | 1er janv. 1975 |
| 38   | Daniel Bryan             | 1      | 176   | 19 sept. 2010  |
| 39   | Orlando Jordan           | 1      | 173   | 1er mars 2005  |
| 40   | Scott Steiner            | 2      | 169   | 11 avr. 1999   |
| 41   | Santino Marella          | 1      | 167   | 5 mars 2012    |
| 42   | LA Knight                | 2      | 162   | 3 août 2024    |
| 43   | Eddie Guerrero †         | 2      | 161   | 29 déc. 1996   |
| 44   | Konnan                   | 1      | 160   | 29 janv. 1996  |
| 45   | Andrade                  | 1      | 151   | 26 déc. 2019   |
| 46   | Paul Jones (en)†         | 2      | 150   | 27 nov. 1975   |
| 47   | Big Show                 | 1      | 147   | 19 oct. 2003   |
| 47   | Diamond Dallas Page      | 2      | 147   | 28 déc. 1997   |
| 49   | Dusty Rhodes †           | 1      | 141   | 26 nov. 1987   |
| 50   | Rey Mysterio             | 3      | 131   | 19 mai 2019    |
| 51   | Tully Blanchard          | 1      | 130   | 21 juill. 1985 |
| 52   | Dick Slater (en) †       | 1      | 129   | 14 déc. 1983   |
| 53   | Kalisto                  | 2      | 120   | 11 janv. 2016  |
| 54   | Lance Storm              | 3      | 118   | 18 juill. 2000 |
| 55   | Roman Reigns             | 1      | 106   | 25 sept. 2016  |
| 56   | Curt Hennig †            | 1      | 104   | 15 sept. 1997  |
| 57   | Jim Duggan               | 1      | 100   | 18 sept. 1994  |
| 58   | Apollo Crews             | 1      | 97    | 25 mai 2020    |
| 59   | Kevin Owens              | 3      | 96    | 2 avr. 2017    |
| 60   | Samoa Joe                | 2      | 95    | 5 mars 2019    |
| 61   | Johnny Valentine (en) †  | 1      | 93    | 3 juill. 1975  |
| 62   | Jeff Hardy               | 1      | 90    | 16 avr. 2018   |
| 62   | Alberto Del Rio          | 2      | 90    | 25 oct. 2015   |
| 64   | Vader †                  | 1      | 88    | 27 déc. 1994   |
| 65   | Dean Malenko             | 1      | 85    | 16 mars 1997   |
| 65   | Chris Jericho            | 2      | 85    | 9 janv. 2017   |
| 67   | Matt Hardy               | 1      | 84    | 27 avr. 2008   |
| 68   | Goldberg                 | 2      | 78    | 20 avr. 1998   |
| 69   | Seth Rollins             | 2      | 75    | 23 août 2015   |
| 70   | Baron Corbin             | 1      | 70    | 8 oct. 2017    |
| 70   | Jacob Fatu               | 1      | 70    | 19 avr. 2025   |
| 72   | Scott Hall †             | 2      | 66    | 21 fév. 1999   |
| 73   | Gen. Hugh G. Rection     | 2      | 61    | 29 oct. 2000   |
| 74   | R-Truth                  | 2      | 56    | 24 mai 2010    |
| 75   | Bobby Roode              | 1      | 54    | 16 janv. 2018  |
| 76   | John "Bradshaw" Layfield | 1      | 51    | 2 avr. 2006    |
| 77   | Stan Hansen              | 1      | 50    | 27 oct. 1990   |
| 78   | Jack Swagger             | 1      | 49    | 16 janv. 2012  |
| 78   | Finlay                   | 1      | 49    | 11 juill. 2006 |
| 78   | Finn Bálor               | 1      | 49    | 28 fév. 2022   |
| 78   | Matt Riddle              | 1      | 49    | 21 fév. 2021   |
| 82   | Chris Kanyon †           | 1      | 48    | 24 juill. 2001 |
| 83   | Kensuke Sasaki           | 1      | 44    | 13 nov. 1995   |
| 84   | Sid Vicious †            | 1      | 42    | 12 sept. 1999  |
| 84   | Carlito                  | 1      | 42    | 5 oct. 2004    |
| 84   | Mr. Kennedy              | 1      | 42    | 29 août 2006   |
| 87   | Rick Steiner             | 1      | 41    | 5 fév. 2001    |
| 88   | David Flair              | 1      | 35    | 5 juill. 1999  |
| 89   | One Man Gang             | 1      | 33    | 27 déc. 1995   |
| 90   | Rhyno                    | 1      | 29    | 23 sept. 2001  |
| 90   | Zack Ryder               | 1      | 29    | 18 déc. 2011   |
| 92   | Randy Orton              | 1      | 28    | 11 mars 2018   |
| 93   | Steve McMichael          | 1      | 25    | 21 août 1997   |
| 94   | Shane Douglas            | 1      | 22    | 14 janv. 2001  |
| 94   | Bobo Brazil †            | 1      | 22    | 7 juill. 1977  |
| 96   | Kurt Angle               | 1      | 21    | 22 oct. 2001   |
| 96   | Ricochet                 | 1      | 21    | 23 juin 2019   |
| 96   | Mr. Wrestling (en) †     | 1      | 21    | 19 mars 1978   |
| 99   | Terry Funk †             | 2      | 19    | 9 nov. 1975    |
| 100  | Michael Hayes            | 1      | 15    | 7 mai 1989     |
| 101  | Tajiri                   | 1      | 13    | 10 sept. 2001  |
| 102  | Jinder Mahal             | 1      | 8     | 8 avr. 2018    |
| 103  | Edge                     | 1      | 6     | 12 nov. 2001   |
| 104  | Raven                    | 1      | 1     | 19 avr. 1998   |
| 105  | Solo Sikoa               | 1      | 1+    | 28 juin 2025   |

### Règnes combinés NWA/WCW (1975-2001)
| Signe | Notes          |
| ----- | -------------- |
| †     | Lutteur décédé |

| Rang | Catcheur                | Règnes | Jours | 1re victoire   |
| ---- | ----------------------- | ------ | ----- | -------------- |
| 1    | Lex Luger               | 5      | 950   | 11 juill. 1987 |
| 2    | Ric Flair               | 6      | 773   | 29 juill. 1977 |
| —    | Vacant                  | 17     | 637   | —              |
| 3    | Blackjack Mulligan †    | 3      | 498   | 13 mars 1976   |
| 4    | Greg Valentine          | 2      | 391   | 4 nov. 1982    |
| 5    | Rick Rude †             | 1      | 378   | 19 nov. 1991   |
| 6    | Nikita Koloff †         | 1      | 328   | 17 août 1986   |
| 7    | Sgt. Slaughter          | 2      | 305   | 4 oct. 1981    |
| 8    | Magnum T.A.             | 2      | 302   | 23 mars 1985   |
| 9    | Wahoo McDaniel (en) †   | 5      | 296   | 8 août 1981    |
| 10   | Barry Windham           | 1      | 283   | 13 mai 1988    |
| 11   | Ricky Steamboat         | 4      | 265   | 21 oct. 1977   |
| 12   | Dustin Rhodes           | 2      | 257   | 11 janv. 1993  |
| 13   | Steve Austin            | 2      | 240   | 27 déc. 1993   |
| 14   | Sting                   | 2      | 234   | 25 août 1991   |
| 15   | Jimmy Snuka †           | 1      | 231   | 1er sept. 1979 |
| 16   | Roddy Piper †           | 3      | 220   | 27 janv. 1981  |
| 17   | Jeff Jarrett            | 3      | 184   | 9 juin 1997    |
| 18   | Harley Race †           | 1      | 183   | 1er janv. 1975 |
| 19   | Bret Hart               | 4      | 179   | 20 juill. 1998 |
| 20   | Scott Steiner           | 2      | 169   | 11 avr. 1999   |
| 21   | Konnan                  | 1      | 160   | 29 janv. 1996  |
| 22   | Paul Jones (en)†        | 2      | 150   | 27 nov. 1975   |
| 23   | Diamond Dallas Page     | 2      | 147   | 28 déc. 1997   |
| 24   | Dusty Rhodes †          | 1      | 141   | 26 nov. 1987   |
| 25   | Tully Blanchard         | 1      | 130   | 21 juill. 1985 |
| 26   | Dick Slater (en) †      | 1      | 129   | 14 déc. 1983   |
| 27   | Booker T                | 1      | 128   | 18 mars 2001   |
| 28   | Lance Storm             | 3      | 118   | 18 juill. 2000 |
| 29   | Curt Hennig †           | 1      | 104   | 15 sept. 1997  |
| 30   | Jim Duggan              | 1      | 100   | 18 sept. 1994  |
| 31   | Johnny Valentine (en) † | 1      | 93    | 3 juill. 1975  |
| 32   | Vader †                 | 1      | 88    | 27 déc. 1994   |
| 33   | Dean Malenko            | 1      | 85    | 16 mars 1997   |
| 34   | Goldberg                | 2      | 78    | 20 avr. 1998   |
| 35   | Eddie Guerrero †        | 1      | 77    | 29 déc. 1996   |
| 36   | Scott Hall †            | 2      | 66    | 21 fév. 1999   |
| 37   | Gen. Hugh G. Rection    | 2      | 61    | 29 oct. 2000   |
| 38   | Stan Hansen             | 1      | 50    | 27 oct. 1990   |
| 39   | Chris Kanyon †          | 1      | 48    | 24 juill. 2001 |
| 40   | Kensuke Sasaki          | 1      | 44    | 13 nov. 1995   |
| 41   | Sid Vicious †           | 1      | 42    | 12 sept. 1999  |
| 42   | Rick Steiner            | 1      | 41    | 5 fév. 2001    |
| 43   | David Flair             | 1      | 35    | 5 juill. 1999  |
| 43   | Chris Benoit †          | 2      | 35    | 9 août 1999    |
| 45   | One Man Gang            | 1      | 33    | 27 déc. 1995   |
| 46   | Rhyno                   | 1      | 29    | 23 sept. 2001  |
| 47   | Steve McMichael         | 1      | 25    | 21 août 1997   |
| 48   | Shane Douglas           | 1      | 22    | 14 janv. 2001  |
| 48   | Bobo Brazil †           | 1      | 22    | 7 juill. 1977  |
| 50   | Kurt Angle              | 1      | 21    | 22 oct. 2001   |
| 50   | Mr. Wrestling (en) †    | 1      | 21    | 19 mars 1978   |
| 52   | Terry Funk †            | 2      | 19    | 9 nov. 1975    |
| 53   | Michael Hayes           | 1      | 15    | 7 mai 1989     |
| 54   | Tajiri                  | 1      | 13    | 10 sept. 2001  |
| 55   | Edge                    | 1      | 6     | 12 nov. 2001   |
| 56   | Raven                   | 1      | 1     | 19 avr. 1998   |

### Règnes combinés WWE (Depuis 2003)
| Signe | Notes                                    |
| ----- | ---------------------------------------- |
|       | Lutteur travaillant toujours à SmackDown |
|       | Lutteur travaillant toujours à la WWE    |
| †     | Lutteur décédé                           |

| Rang | Catcheur                 | Règnes | Jours | 1re victoire   |
| ---- | ------------------------ | ------ | ----- | -------------- |
| 1    | MVP                      | 2      | 419   | 20 mai 2007    |
| 2    | John Cena                | 5      | 403   | 14 mars 2004   |
| 3    | Sheamus                  | 3      | 362   | 14 mars 2011   |
| 4    | Dean Ambrose             | 1      | 351   | 19 mai 2013    |
| 5    | Austin Theory            | 2      | 333   | 18 avr. 2022   |
| 6    | Bobby Lashley            | 3      | 324   | 23 mai 2006    |
| 7    | Chris Benoit †           | 3      | 322   | 21 août 2005   |
| 8    | The Miz                  | 2      | 321   | 5 oct. 2009    |
| 9    | Rusev                    | 3      | 312   | 3 nov. 2014    |
| 10   | Logan Paul               | 1      | 273   | 4 nov. 2023    |
| 11   | Shinsuke Nakamura        | 3      | 255   | 15 juill. 2018 |
| 12   | Shelton Benjamin         | 1      | 240   | 20 juill. 2008 |
| 13   | Antonio Cesaro           | 1      | 239   | 19 août 2012   |
| 14   | A.J. Styles              | 3      | 225   | 7 juill. 2017  |
| 15   | Kofi Kingston            | 3      | 209   | 1er juin 2009  |
| 16   | Damian Priest            | 1      | 191   | 21 août 2021   |
| 16   | Dolph Ziggler            | 2      | 191   | 19 juin 2011   |
| 18   | Daniel Bryan             | 1      | 176   | 19 sept. 2010  |
| 19   | Orlando Jordan           | 1      | 173   | 1er mars 2005  |
| 20   | Santino Marella          | 1      | 167   | 5 mars 2012    |
| 21   | LA Knight                | 2      | 162   | 3 août 2024    |
| 22   | Andrade                  | 1      | 151   | 26 déc. 2019   |
| 23   | Big Show                 | 1      | 147   | 19 oct. 2003   |
| 24   | Booker T                 | 3      | 143   | 27 juill. 2004 |
| 25   | Rey Mysterio             | 3      | 131   | 19 mai 2019    |
| 26   | Kalisto                  | 2      | 120   | 11 janv. 2016  |
| 27   | Roman Reigns             | 1      | 106   | 25 sept. 2016  |
| 28   | Apollo Crews             | 1      | 97    | 25 mai 2020    |
| 29   | Kevin Owens              | 3      | 96    | 2 avr. 2017    |
| 30   | Samoa Joe                | 2      | 95    | 5 mars 2019    |
| —    | Vacant                   | 4      | 91    | —              |
| 31   | Jeff Hardy               | 1      | 90    | 16 avr. 2018   |
| 31   | Alberto Del Rio          | 2      | 90    | 25 oct. 2015   |
| 33   | Chris Jericho            | 2      | 85    | 9 janv. 2017   |
| 34   | Matt Hardy               | 1      | 84    | 27 avr. 2008   |
| 34   | Eddie Guerrero †         | 1      | 84    | 27 juill. 2003 |
| 36   | Seth Rollins             | 2      | 75    | 23 août 2015   |
| 37   | Baron Corbin             | 1      | 70    | 8 oct. 2017    |
| 37   | Jacob Fatu               | 1      | 70    | 19 avr. 2025   |
| 39   | R-Truth                  | 2      | 56    | 24 mai 2010    |
| 40   | Bobby Roode              | 1      | 54    | 16 janv. 2018  |
| 41   | John "Bradshaw" Layfield | 1      | 51    | 2 avr. 2006    |
| 42   | Jack Swagger             | 1      | 49    | 16 janv. 2012  |
| 42   | Finlay                   | 1      | 49    | 11 juill. 2006 |
| 42   | Finn Bálor               | 1      | 49    | 28 fév. 2022   |
| 42   | Matt Riddle              | 1      | 49    | 21 fév. 2021   |
| 46   | Carlito                  | 1      | 42    | 5 oct. 2004    |
| 46   | Mr. Kennedy              | 1      | 42    | 29 août 2006   |
| 48   | Zack Ryder               | 1      | 29    | 18 déc. 2011   |
| 49   | Randy Orton              | 1      | 28    | 11 mars 2018   |
| 50   | Ricochet                 | 1      | 21    | 23 juin 2019   |
| 51   | Jinder Mahal             | 1      | 8     | 8 avr. 2018    |
| 52   | Bret Hart                | 1      | 7     | 17 mai 2010    |
| 53   | Solo Sikoa               | 1      | 1+    | 28 juin 2025   |

## Statistiques
| Record                     | Détenteur du record | Chiffre    |
| -------------------------- | ------------------- | ---------- |
| Règne le plus long         | Lex Luger           | 523 jours  |
| Règne le plus court        | Steve Austin        | 3 min 30 s |
| Plus grand nombre de règne | Ric Flair           | 6 fois     |
| Champion le plus jeune     | David Flair         | 20 ans     |
| Champion le plus âgé       | Terry Funk          | 56 ans     |